# Józef Huwer
Józef Huwer SVD (ur. 14 marca 1895 w Rogowie, zm. 9 stycznia 1941 w KL Buchenwaldzie) – polski duchowny rzymskokatolicki, werbista, Sługa Boży Kościoła katolickiego.

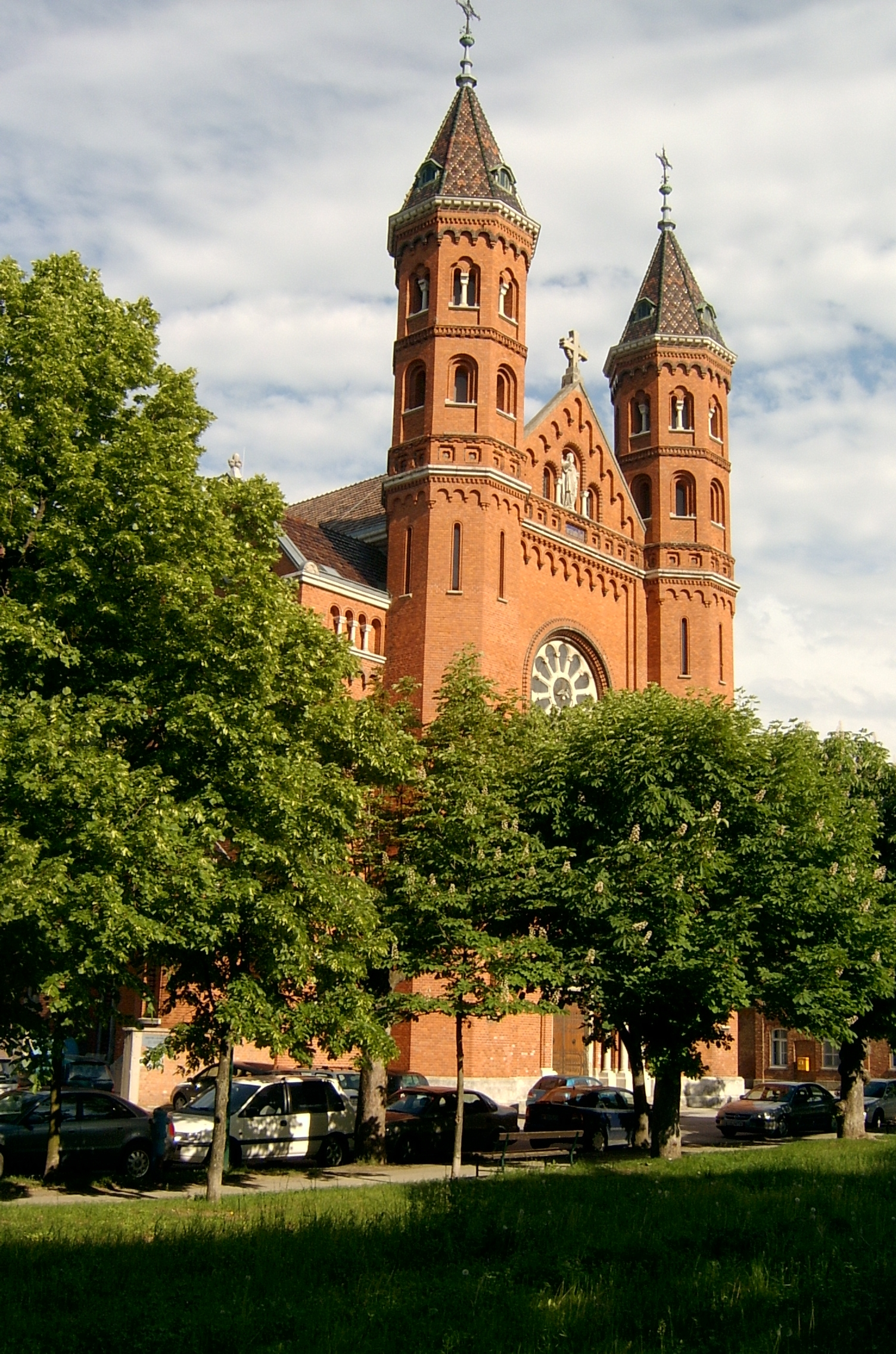
Dom misyjny Sankt Gabriel pod Wiedniem

## Życie

### Młodość
16 marca 1895 został ochrzczony. 3 października 1909 wstąpił do Zgromadzenia Słowa Bożego w Nysie i zaczął uczęszczać do gimnazjum po ukończeniu którego kontynuował naukę w międzynarodowym Seminarium Misyjnym St. Gabriel pod Wiedniem. Wcielony do VI Batalionu Strzelców w Oleśnicy na Śląsku nowicjat mógł rozpocząć dopiero po zakończeniu wojny 16 marca 1919 roku. 

### Kapłaństwo
Studia matematyczno-przyrodnicze w Poznaniu rozpoczął po przyjęciu święceń kapłańskich (13 maja 1925). Naukę przerwał wypadek jakiemu uległ w czasie przeprowadzania eksperymentu na uczelni.
Pracę rozpoczął w Górnej Grupie jako ekonom regionalny, a po przeniesieniu do Bruczkowa uczył w tamtejszym seminarium, którego został rektorem i zarządzał gospodarstwem. Uzyskał także akceptację dla swoich planów rozbudowy szkoły i rozpoczął rozbudowę kaplicy, realizację tych inwestycji przerwał jednak wybuch wojny.

### Prześladowanie i śmierć
Po wybuchu II wojny światowej, Niemcy 14 marca 1940 internowali wszystkich przebywających w Domu Misyjnym duchownych i utworzyli w nim obóz dla zakonników i księży z okolicy. Ojciec Józef 15 sierpnia 1940 roku przewieziony został do Fortu VII w Poznaniu, a następnego dnia, w transporcie liczącym 490 uwięzionych trafił do hitlerowskiego obozu koncentracyjnego Buchenwald. Zmarł z wycieńczenia w obozowym szpitalu.

## Proces beatyfikacyjny
Jest jednym z 122 Sług Bożych wobec których 17 września 2003 rozpoczął się drugi proces beatyfikacyjny drugiej grupy polskich męczenników z okresu II wojny światowej. 23 kwietnia 2008 zamknięto w Misyjnym Seminarium Duchownym Księży Werbistów w Pieniężnie proces rogatoryjny (diecezjalny etap procesu beatyfikacyjnego).